# Гленвилл (город, Миннесота)
Гленвилл (англ. Glenville) — город в округе Фриборн, штат Миннесота, США. На площади 5,7 км² (5,6 км² — суша, 0,1 км² — вода), согласно переписи 2002 года, проживают 720 человек. Плотность населения составляет 127,6 чел./км².
- Телефонный код города — 507
- Почтовый индекс — 56036
- FIPS-код города — 27-24056[1]
- GNIS-идентификатор — 0644184[2]